# Rainn Wilson
Rainn Dietrich Wilson (Seattle, Washington, 1966. január 20. –) amerikai színész.

## Filmográfia

### Film
| Év   | Magyar cím                           | Eredeti cím                         | Szerep                       | Magyar hang        |
| ---- | ------------------------------------ | ----------------------------------- | ---------------------------- | ------------------ |
| 1999 | Galaxy Quest – Galaktitkos küldetés  | Galaxy Quest                        | Lahnk                        | Bodrogi Attila     |
| 2000 | Majdnem híres                        | Almost Famous                       | David Felton                 | R. Kárpáti Péter   |
| 2001 | Amerika kedvencei                    | America's Sweethearts               | Dave O'Hanlon                | Seder Gábor        |
| 2002 | Szemből telibe                       | Full Frontal                        | Brian                        |                    |
| 2003 | 1000 halott háza                     | House of 1000 Corpses               | Bill Hudley                  | Janovics Sándor    |
| 2003 |                                      | BAADASSSSS!                         | Bill Harris                  |                    |
| 2005 |                                      | The Life Coach                      | Dr. Watson Newmark           |                    |
| 2005 | Szahara                              | Sahara                              | Rudi Gunn                    | Pusztaszeri Kornél |
| 2006 | A szuper exnőm                       | My Super Ex-Girlfriend              | Vaughn Haige                 | Hajdu Steve        |
| 2007 | Juno                                 | Juno                                | Rollo                        |                    |
| 2007 | Az utolsó Mimic                      | The Last Mimzy                      | Larry White                  |                    |
| 2008 | A meztelen dobos                     | The Rocker                          | Robert 'Fish' Fishman        | Kerekes József     |
| 2009 | Transformers: A bukottak bosszúja    | Transformers: Revenge of the Fallen | Colan professzor             | Forgács Péter      |
| 2009 | Szörnyek az űrlények ellen           | Monster vs. Aliens                  | Gallaxhar (hangja)           | Csankó Zoltán      |
| 2010 | Super                                | Super                               | Frank D'Arbo / Vörös Mennykő | Kerekes József     |
| 2010 |                                      | Peep World                          | Joel Meyerwitz               |                    |
| 2010 | Hesher                               | Hesher                              | Paul Forney                  | Holl Nándor        |
| 2014 | Tetves porontyok                     | Cooties                             | Wade                         | Kerekes József     |
| 2015 | A fiú                                | The Boy                             | William Colby                | Albert Péter       |
| 2015 |                                      | Uncanny                             | Castle                       |                    |
| 2016 | Egyszemélyes hadsereg                | Army of One                         | Simons ügynök                | Holl Nándor        |
| 2017 |                                      | Shimmer Lake                        | Andy Sikes                   |                    |
| 2017 | Hupikék törpikék – Az elveszett falu | Smurfs: The Lost Village            | Hókuszpók (hangja)           | Gyabronka József   |
| 2017 |                                      | Permanent                           | Jim Dixon                    |                    |
| 2018 | Meg – Az őscápa                      | The Meg                             | Jack Morris                  | Kerekes József     |
| 2018 |                                      | The Death of Superman               | Lex Luthor (hangja)          |                    |
| 2019 |                                      | Reign of the Supermen               | Lex Luthor (hangja)          |                    |
| 2019 | Hush                                 | Batman: Hush                        | Lex Luthor (hangja)          | Rába Roland        |
| 2019 | Szótlan szív                         | Blackbird                           | Michael                      | Kerekes József     |
| 2020 |                                      | Justice League Dark: Apokolips War  | Lex Luthor (hangja)          |                    |
| 2020 |                                      | Don't Tell a Soul                   | Hamby                        |                    |
| 2022 |                                      | Jerry & Marge Go Large              | Bill                         |                    |
| 2022 |                                      | Weird: The Al Yankovic Story        | Dr. Demento                  |                    |
| 2023 | Ezra                                 | Ezra                                | Nick                         | Berzsenyi Zoltán   |
| 2024 |                                      | Empire Waist                        | Mark                         |                    |
| 2024 |                                      | Code 3                              | Randy                        |                    |
| 2024 | Elefántos kaland                     | Hitpig!                             | Leapin' Lord (hangja)        | Fesztbaum Béla     |

### Televízió
| Év        | Magyar cím                               | Eredeti cím                                     | Szerep                  | Megjegyzések                                    |
| --------- | ---------------------------------------- | ----------------------------------------------- | ----------------------- | ----------------------------------------------- |
| 1997      |                                          | One Life to Live                                | Casey Keegan            |                                                 |
| 2000      |                                          | The Expendables                                 | Newman                  | tévéfilm                                        |
| 2001      | CSI: A helyszínelők                      | CSI: Crime Scene Investigation                  | fickó a szupermarketben | 1 epizód (A fojtogató)                          |
| 2001      | Sötét angyal                             | Dark Angel                                      | Phil                    | 1 epizód (Én, és én a kamera)                   |
| 2001      |                                          | When Billie Beat Bobby                          | Dennis Van De Meer      | tévéfilm                                        |
| 2001      | Bűbájos boszorkák                        | Charmed                                         | Kierkan                 | 1 epizód (Palackba zárt szellem)                |
| 2002      | Esküdt ellenségek: Különleges ügyosztály | Law & Order: Special Victims Unit               | gondnok                 | 1 epizód                                        |
| 2003      | Monk – A flúgos nyomozó                  | Monk                                            | Walker Browning         | 1 epizód (Mr. Monk baseballmeccsre megy)        |
| 2003–2005 | Sírhant művek                            | Six Feet Under                                  | Arthur Martin           | 13 epizód                                       |
| 2005      | Törtetők                                 | Entourage                                       | R. J. Spencer           | 1 epizód                                        |
| 2005      | Gyilkos számok Numb3rs                   | Martin Grolsch                                  | 1 epizód (Vektor)       |                                                 |
| 2005–2013 | Office                                   | The Office                                      | Dwight Schrute          | 9 évad (201 epizód) magyar hangja Takátsy Péter |
| 2007      | Saturday Night Live                      | Saturday Night Live                             | házigazda               | 1 epizód                                        |
| 2008      |                                          | Tim and Eric Nite Live!                         | látnok                  | 1 epizód                                        |
| 2008–2010 |                                          | Tim and Eric Awesome Show, Great Job!           | több szereplő           | 5 epizód                                        |
| 2009      | Reno 911! – Zsaruk bevetésen             | Reno 911!                                       | Calvin Robin Tomlinson  | 1 epizód                                        |
| 2010      | Family Guy                               | Family Guy                                      | Dwight Schrute (hangja) | 1 epizód (Kiválóság a TV-ben)                   |
| 2012      |                                          | Rove LA                                         | önmaga                  | 1 epizód                                        |
| 2013      |                                          | The High Fructose Adventures of Annoying Orange | Dr. Pho (hangja)'       | 1 epizód                                        |
| 2013      |                                          | Comedy Bang! Bang!                              | önmaga                  | 1 epizód                                        |

## Díjak és jelölések
- Elnyert — Screen Actors Guild Award, szereplőgárda kiemelkedő alakítása komédia sorozatban (Office, 2006)
- Jelölés — Emmy-díj, legjobb férfi mellékszereplő (vígjáték tévésorozat) (Office, 2007)
- Elnyert — Screen Actors Guild Award, szereplőgárda kiemelkedő alakítása komédia sorozatban (Office, 2007)
- Jelölés — Emmy-díj, legjobb férfi mellékszereplőnek (vígjáték tévésorozat) (Office, 2008)
- Jelölés — Screen Actors Guild Award, szereplőgárda kiemelkedő alakítása komédia sorozatban (Office, 2008)
- Jelölés — Emmy-díj, legjobb férfi mellékszereplőnek (vígjáték tévésorozat) (Office, 2009)
- Jelölés — Screen Actors Guild Award, szereplőgárda kiemelkedő alakítása komédia sorozatban (Office, 2009)
- Jelölés — Screen Actors Guild Award, szereplőgárda kiemelkedő alakítása komédia sorozatban (Office, 2010)
- Jelölés — Screen Actors Guild Award, szereplőgárda kiemelkedő alakítása komédia sorozatban (Office, 2011)
- Jelölés — Screen Actors Guild Award, szereplőgárda kiemelkedő alakítása komédia sorozatban (Office, 2012)